# Avinash Dixit
Pour les articles homonymes, voir Dixit.
Avinash Dixit (né le 6 août 1944 à Bombay) est un économiste américain d'origine indienne. Ses recherches ont porté sur une large éventail de domaines : la théorie microéconomique, la théorie des jeux, la théorie du commerce international, l'organisation industrielle, les théories de la croissance et du développement, l'économie publique, l'économie politique, et la nouvelle économie institutionnelle.
Dixit est professeur à l'université de Princeton depuis 1989. Il a été président de la société d'économétrie en 2001, et vice-président de l'American Economic Association en 2002. Il a été élu à l'Académie américaine des arts et sciences en 1992 et à la National Academy of Sciences en 2005.

## Formation
Avinash Dixit étudie d'abord les mathématiques à l'université de Bombay (bachelor en 1963) puis un an à Cambridge (master en 1965). Son tuteur à Cambridge lui fait lire Fondements de l'Analyse économique, de Paul Samuelson, et Dixit s'intéresse peu à peu au sujet. Il passe ensuite un doctorat en économie au Massachusetts Institute of Technology.

## Publications
Avinash Dixit a publié plusieurs livres et manuels, ainsi que de nombreux articles.
Manuels
- Optimization in Economic Theory, Oxford University Press, 1976
- The Theory of Equilibrium Growth, Oxford University Press 1976
- Games of Strategy, avec Susan Skeath, W.W. Norton, 1999